# NRM Comunicaciones
NRM Comunicaciones es una cadena radiodifusora que cuenta con estaciones en la Ciudad de México, Tula de Allende y Ciudad del Carmen.

## Historia
Su antecedente fue Núcleo Radio Mil (NRM), fundada en 1942 por el comunicador y empresario mexicano Guillermo Salas Peyró, tras serle vendida por la familia Azcárraga tan solo como la estación XEOY-AM 1000 kHz de Amplitud Modulada, nombre que inspiró al licenciado Salas para acuñar el nombre Radio Mil. El 10 de marzo, en los 1000 kHz de amplitud modulada, el público sintoniza Radio Mil. Posteriormente, surgen XEBS-AM Radio Sinfonola (hoy Bandolera), XECO-AM Radio Eco, XEUR-AM Radio Onda, XEPH-AM Radio 590 y las primeras estaciones de frecuencia modulada en México: primero Estereomil y luego Sonomil 101, que finalmente se convertiría en Rock 101.[cita requerida]
En 1995, Núcleo Radio Mil vendió las estaciones XECO-AM 1380 kHz y XEUR-AM 1530 kHz al Grupo Radiorama, y se creó Radiorama Valle de México, para tener presencia en la Ciudad de México y en el Valle de México.[cita requerida]
También en 1995, la Sociedad Mexicana de Radio (Somer), empresa propietaria de la emisora XHMM-FM 100.1 MHz, llega a un acuerdo de representación comercial con el Núcleo Radio Mil.[cita requerida]
A principios de la década de 2000, se llevó a cabo la compra/venta de acciones de Núcleo Radio Mil, lo que dio como resultado la formación de una nueva empresa llamada NRM Comunicaciones.[cita requerida]

## Estaciones
NRM Comunicaciones es representada por seis estaciones radiofónicas en la Ciudad de México, una estación en Tula de Allende, una en Hidalgo y dos estaciones en Ciudad del Carmen, Campeche (una operada por NRM y otra rentada a Grupo Radiorama).[cita requerida]

### Ciudad de México
- Sabrosita XEPH-AM 590 kHz / XEBS-AM 1410 kHz
- Oye XEOYE-FM 89.7 MHz
- Stereo Cien XHMM-FM 100.1 MHz / XEOY-AM 1000 kHz / XEOI-OC 6010 kHz
- Beat 100.9 XHSON-FM 100.9 MHz

### Tula de Allende
- Super Stereo XHIDO-FM 100.5 MHz

### Ciudad del Carmen
- Bandolera XHPCDC-FM 92.3 MHz
- Retro FM XHPMEN-FM 93.9 MHz (estación rentada a Grupo Radiorama)

## Formatos

### Oye
Estación que inició transmisiones en julio de 2002. Emite música pop y rock en español e inglés de artistas nacionales e internacionales de la actualidad.[cita requerida]

#### Cobertura actual
- XEOYE-FM 89.7 MHz - Ciudad de México

#### Anteriormente
- XHKY-FM 97.1 MHz / XEKY-AM 1280 kHz - Huixtla, Chiapas (ahora Romántica)
- XHTXO-FM 92.9 MHz - Taxco, Guerrero (ahora Los 40 de Radiopolis y NTR)
- XHRPR-FM 88.3 MHz - Tuxtla Gutiérrez, Chiapas (Cambió a Fiesta Mexicana, ahora El Heraldo Radio de Heraldo Media Group.)[cita requerida]

### Stereo Cien
Estación surgida en 1977 que transmite música en inglés de los años 80 a la actualidad, así como el noticiario Enfoque.[cita requerida]

#### Cobertura actual
- XHMM-FM 100.1 MHz / XEOY-AM 1000 kHz - Ciudad de México
- XEOI-OC 6010 kHz - Onda Corta[cita requerida]

### Beat
Estación que inició transmisiones en septiembre de 2004, toca exclusivamente música electrónica. 

#### Cobertura actual
- XHSON-FM 100.9 MHz - Ciudad de México

#### Anteriormente
- XHCHL-FM 90.1 MHz - Monterrey, Nuevo León (Cambió a Ultra 90.1, Ahora La Ranchera de Monterrey de Núcleo Radio Monterrey)

### Sabrosita
Emisora que toca exclusivamente ritmos latinos, como salsa, merengue, cumbia, danzón, son y vallenato, entre otros.[cita requerida]

#### Cobertura actual
- XEPH-AM 590 kHz / XEBS-AM 1410 MHz - Ciudad de México

#### Anteriormente
- XETIA-AM 1310 kHz - Guadalajara, Jalisco (Regresó a Radio Vital.)
- XHSON-FM 100.9 MHz - Ciudad de México (Cambió a Beat.)[cita requerida]

### Bandolera
Emisora de música banda, norteña, pasito duranguense y grupera.[cita requerida]

#### Cobertura actual
- XHPCDC-FM 92.3 MHz - Ciudad del Carmen, Campeche

#### Anteriormente
- XEBS-AM 1410 kHz - Ciudad de México (ahora Sabrosita en el 590 AM)
- XEXC-AM 960 kHz - Taxco, Guerrero (ahora La Ke Buena en el 96.1 de FM)
- XHTAP-FM 98.7 MHz / XETAP-AM 960 kHz - Tapachula, Chiapas (ahora La Poderosa)
- XHUE-FM 99.3 MHz / XEUE-AM 580 kHz - Tuxtla Gutiérrez, Chiapas (ahora Romántica de Organización Radiofónica Mexicana)
- XHIDO-FM 100.5 MHz - Tula de Allende, Hidalgo (regresó a Super Stereo)[cita requerida]

## Formatos desaparecidos

### NRM Comunicaciones
- La Más Perrona en 1410 AM (2002-2017)
- Bandolera 1410 AM (2017-2022)
- Mil AM (2017-2019)
- Mil AM "Lo mejor del Pop" (enero de 2019 - 1 de noviembre de 2020)
- Yo soy Radio Mil (1 de noviembre de 2020 - 7 de junio de 2021)

### Núcleo Radio Mil
- Estéreo Mil 89.7 FM (1957-1994)
- Radio Onda 1530 AM (1986-1993)
- Dimensión 1380 AM (1985-1994)
- La Pantera 590 AM (1967-1992 y 1999-2002)
- X-Press Radio 590 AM (1992-1995)
- Estadio 590 AM (2002-2003)
- Tuya 590 AM (2003-2004)
- ROCK 101 100.9 FM (1 de junio de 1984 - 16 de agosto de 1996)
- Código 100.9 FM (1996-1999)
- Sabrosita 100.9 FM (1999-2004)
- Morena 89.7 FM (1994-1999)
- FM Globo 89.7 FM (2000-2002)
- La chica musical en 100.9 FM (1968-1978)
- Sonomil en 100.9 FM (1978-1984)
- Espacio 59 en 590 AM (1987-1989)
- Radio Alicia en 590 AM (1991-1992)
- Radio Femenina en 1380 AM
- Radio Eco en 1380 AM (1970-1985)
- Radio Sinfonola en 1410 AM (1978-2002)
- Radio Mil en 1000 AM (1941-2017)